# Далматовський район
Далма́товський район (рос. Далматовский район) — адміністративна одиниця Курганської області Російської Федерації.
Адміністративний центр — місто Далматово.

## Населення
Населення району становить 25803 особи (2017; 29476 у 2010, 35176 у 2002).

## Адміністративно-територіальний поділ
На території району 1 міське поселення та 22 сільських поселень:
| Поселення                         | Площа, км² | Населення, осіб (2002) | Населення, осіб (2010) | Населення, осіб (2017) | Центр               | Населені пункти |
| --------------------------------- | ---------- | ---------------------- | ---------------------- | ---------------------- | ------------------- | --------------- |
| Далматовське міське поселення     | 169,56     | 15353                  | 14172                  | 13020                  | Далматово           | 4               |
| Білоярська сільська рада          | 203,16     | 1163                   | 965                    | 868                    | Білоярка 1-а        | 4               |
| Верхньоярська сільська рада       | 68,50      | 488                    | 410                    | 332                    | Верхній Яр          | 2               |
| Вознесенська сільська рада        | 174,80     | 525                    | 347                    | 253                    | Вознесенське        | 2               |
| Затеченська сільська рада         | 129,56     | 1256                   | 1173                   | 1079                   | Затеченське         | 2               |
| Ключевська сільська рада          | 98,02      | 693                    | 502                    | 410                    | Ключевське          | 1               |
| Крестовська сільська рада         | 76,12      | 289                    | 174                    | 106                    | Крестовка           | 2               |
| Кривська сільська рада            | 371,08     | 1308                   | 868                    | 706                    | Кривське            | 8               |
| Крутіхинська сільська рада        | 144,41     | 1264                   | 1003                   | 788                    | Крутіха             | 2               |
| Леб'язька сільська рада           | 106,58     | 501                    | 388                    | 286                    | Леб'яже             | 1               |
| М'ясниковська сільська рада       | 95,90      | 351                    | 194                    | 118                    | М'ясниково          | 1               |
| Нижньоярська сільська рада        | 96,61      | 491                    | 271                    | 213                    | Нижній Яр           | 2               |
| Новопетропавловська сільська рада | 200,12     | 1813                   | 1518                   | 1390                   | Новопетропавловське | 3               |
| Новосельська сільська рада        | 94,36      | 261                    | 170                    | 142                    | Новосельське        | 3               |
| Параткульська сільська рада       | 156,03     | 667                    | 492                    | 370                    | Параткуль           | 3               |
| Першинська сільська рада          | 65,48      | 443                    | 284                    | 224                    | Першинське          | 1               |
| Пісківська сільська рада          | 112,18     | 635                    | 444                    | 334                    | Піски               | 2               |
| Піщано-Коледінська сільська рада  | 165,31     | 1482                   | 1276                   | 1144                   | Піщано-Коледіно     | 2               |
| Смирновська сільська рада         | 110,37     | 501                    | 324                    | 226                    | Смирново            | 4               |
| Тамакульська сільська рада        | 216,63     | 707                    | 436                    | 293                    | Тамакульське        | 3               |
| Уксянська сільська рада           | 346,21     | 3550                   | 3063                   | 2658                   | Уксянське           | 4               |
| Уральцевська сільська рада        | 180,32     | 761                    | 464                    | 337                    | Уральцевське        | 3               |
| Широковська сільська рада         | 119,54     | 674                    | 538                    | 506                    | Широковське         | 1               |

- 31 жовтня 2018 року були ліквідовані Яснополянська сільська рада (увійшла до складу Піщано-Коледінської сільської ради[4]), Любимовська сільська рада та Юровська сільська рада (увійшли до складу Уксянської сільської ради[5]).

## Найбільші населені пункти
| №  | Населений пункт     | Населення, осіб (2002) | Населення, осіб (2010) |
| -- | ------------------- | ---------------------- | ---------------------- |
| 1  | Далматово           | 14 972                 | 13 911                 |
| 2  | Уксянське           | 2 163                  | 1 956                  |
| 3  | Новопетропавловське | 1 346                  | 1 158                  |
| 4  | Піщано-Коледіно     | 1 002                  | 933                    |
| 5  | Любимово            | 1 051                  | 885                    |
| 6  | Крутіха             | 981                    | 807                    |
| 7  | Затеченське         | 695                    | 686                    |
| 8  | Кривське            | 771                    | 570                    |
| 9  | Широковське         | 674                    | 538                    |
| 10 | Красноісетське      | 561                    | 487                    |